# Tilla

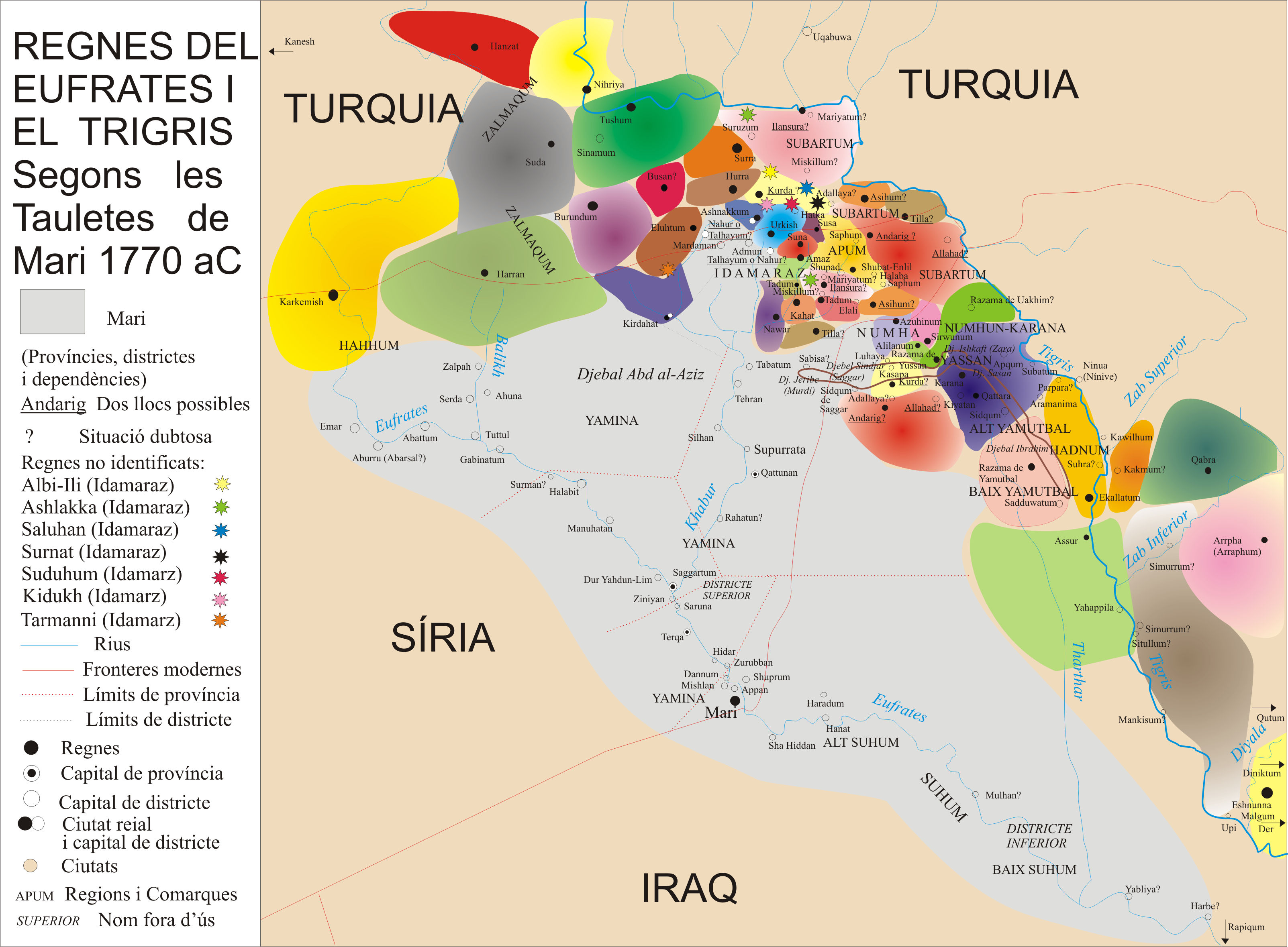
Mapa

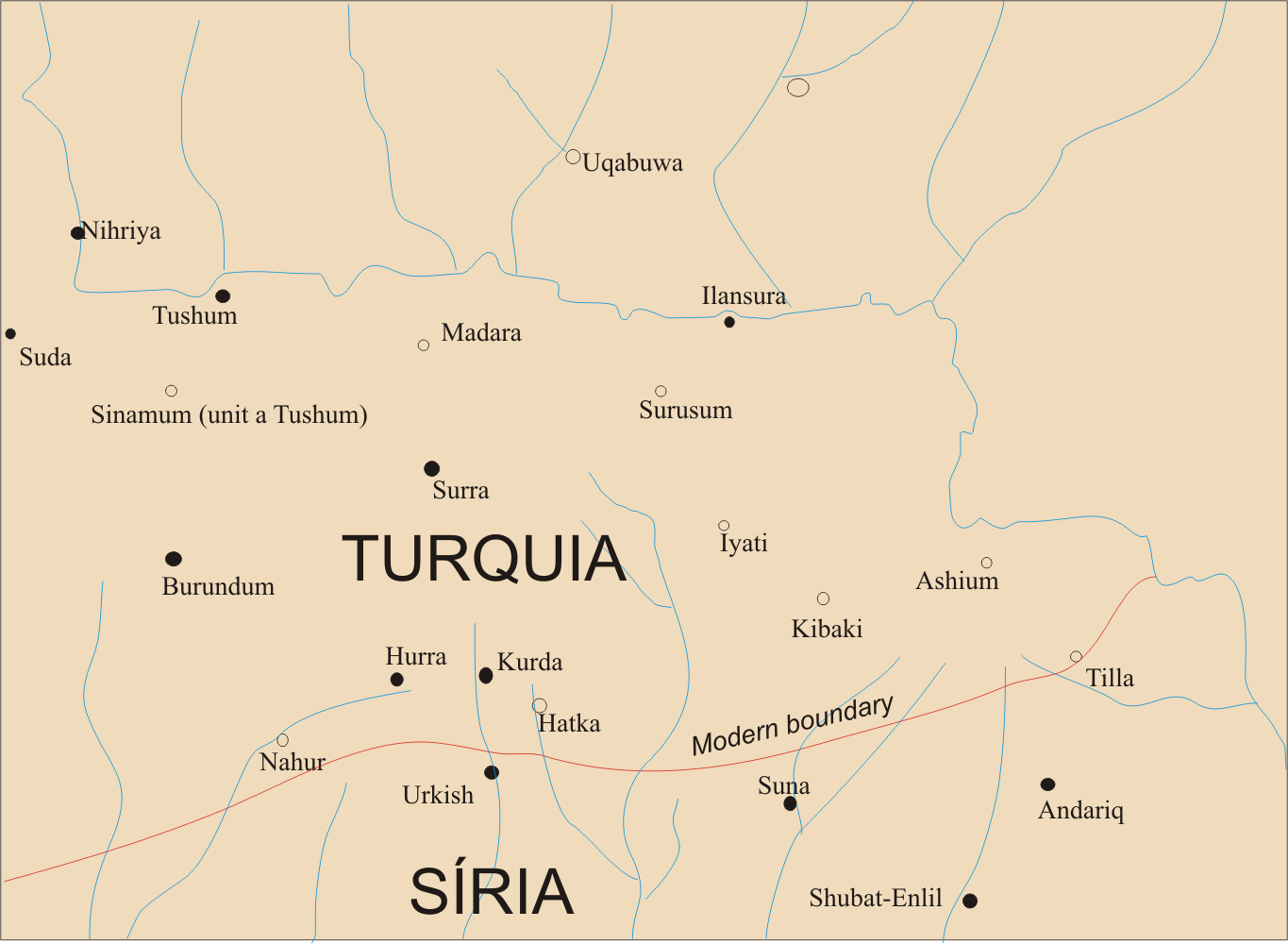
Tilla, possible ubicació

Tilla fou una ciutat estat i regne esmentat a les tauletes de Mari al segle xviii, primera estació en la ruta entre Shubat-Enlil i Saggaratum. El seu rei aleshores (vers 1775 aC) era Samsi-Erah. Els seus habitants eren els tillaïtes.
El rei de Tilla va donar alguns problemes a Zimrilim de Mari. Tropes d'Eshnuna es van establir a la ciutat. El rei Samsi-Erah es va oposar tant a Zimrilim com a Atamrum d'Allahad i Andarig i fou atacat per aquest rei i pel rei de Karana. Haya-Sumu d'Ilansura va demanar ajut a Mari contra Tilla.